# Antwerpen (singolo)
Antwerpen è un singolo promozionale del gruppo musicale britannico Enter Shikari, pubblicato il 25 febbraio 2009 in promozione al loro secondo album in studio Common Dreads.

## Descrizione
È stato reso disponibile per il download gratuito direttamente dal sito degli Enter Shikari prima della pubblicazione di Common Dreads, subito dopo aver debuttato sul programma radiofonico di Zane Lowe su BBC Radio 1.

## Tracce
Testi di Rou Reynolds, musiche degli Enter Shikari.
1. Antwerpen – 3:15

## Formazione
- Rou Reynolds – voce, tastiera, programmazione, sintetizzatore
- Rory Clewlow – chitarra, voce secondaria
- Chris Batten – basso, voce secondaria
- Rob Rolfe – batteria, percussioni, cori